# Nemonyx scutellatus
Nemonyx scutellatus là một loài bọ cánh cứng trong họ Nemonychidae. Loài này được Abeille miêu tả khoa học đầu tiên năm 1901.